# Sara Copia Sullam
Sara Copia Sullam (Venecia 1592-íbid. 15 de febrero de 1641) fue una poeta y escritora italiana que vivió en Italia a fines del siglo XVI y comienzos del XVII. Pese a estar casada, por muchos años mantuvo lo que parecía ser una relación muy cercana, solo por correspondencia, con el escritor Ansaldo Cebà, a quien admiraba pero que nunca conoció personalmente. 
En 1621, Sara fue acusada de herejía, y corría el riesgo de ser juzgada por la Inquisición. 
Murió en 1641 de causas naturales.
De sus escrituras, sólo un número de sus sonetos y su Manifesto (una respuesta a la acusación de herejía) es todo lo se ha conservado hasta hoy.

## Primeros años
Sara nació en Venecia en 1592 en una familia judía. Sus padres, Simon y Ricca Copia, tuvo dos más hijas, Rachel y Esther.  Sara fue educada tanto en la cultura judía como en la italiana, y aprendió varias lenguas como griego Antiguo, latín y hebreo.
Sara comenzó a escribir poesía en italiano desde muy temprana edad y continuó el resto de su vida. En su poesía, Sara demostró su conocimiento de tanto el Antiguo Testamento cómo el Nuevo, así como su familiaridad con los trabajos de Aristóteles y Josefo.
En su adultez, se casó con Jacob Sullam. Ambos apasionados por el arte, invitaban a su casa escritores, poetas, intelectuales, artistas y clérigos Fue descrita como una mujer que "(se) deleitó en el reino de belleza, y cristalizó su entusiasmo en versos agraciados, dulces y virginales. Joven, preciosa, de impulsos generosos y una fuerte intelectualidad, su ambición por altos logros la hace una favorita de las musas. Sara Copia encantó a la juventud y a la adultez por igual."

## Sara y Ansaldo Cebà
En 1618, Sara leyó el libro L'Éster, una obra escrita por un Ansaldo Cebà. Veinte siete años mayor que ella, Ansaldo Cebà había sido un diplomático de joven, pero había decidido pasar el resto de su vida como monje en uno de los monasterios de Génova.
El libro de Cebà  generó una gran impresión en Sara, por lo que le escribió una carta. En ella, admitía que llevaba el libro a todas partes, incluso durmiendo con él. Cebà contestó la carta, dando a comienzo a cuatro años de intercambio epistolar, incluidos poemas y regalos entre ambos.
Cebà le escribió a Sara que quería ayudarla a convertirse al cristianismo. Era consciente también de lo bella que era Sara, ya que el sirviente que entregaba sus regalos se lo había dicho. En una ocasión, Sara envió a Ansaldo su retrato, escribiendo: «Este es el cuadro de alguien quién lo lleva profundamente en su corazón y, con un dedo apuntando a su seno dice al mundo 'Aquí vive mi ídolo, arrodíllense ante él'».
Finalmente, el deseo de Ansaldo de convertir a Sara al cristianismo pasó a ser más predominante, como también su amor por ella, no necesariamente platónico. Su correspondencia pasó a ser más íntima, con alusiones físicas e implicaciones sexuales. Sin embargo, nada fue explícitamente comentado. Ansaldo le escribió a Sara que si convertía al cristianismo, ellos se encontrarían en el paraíso.
El apellido original de Sara se deletreaba «Coppia», «pareja» en italiano. En una de las cartas de Cebà, dijo que las dos letras "p" en su apellido eran una indicación de que ambos podrían formar una pareja, a pesar de que el fuera un monje católico y ella estuviese casada. Luego de esa carta, Sara comenzó a escribir su apellido con una sola "p": Copia. Hasta el fin de su intercambio de cartas, Cebà intentó convertir a Sara, siendo este su mayor deseo, ya que su salud comenzaba a deteriorarse. De todas formas, Sara nunca sucumbió al de Cebà, si bien  permitió a este que rezara por su conversión al cristianismo, mientras que ella rezaría por su conversión al judaísmo. Finalmente, Sara y Ansaldo nunca se conocieron en persona.
En 1623, Cebà publicó 53 cartas que había escrito a Sara. Las cartas escritas por ella nunca fueron publicadas, y se consideran perdidas hasta la actualidad.

## ElManifesto

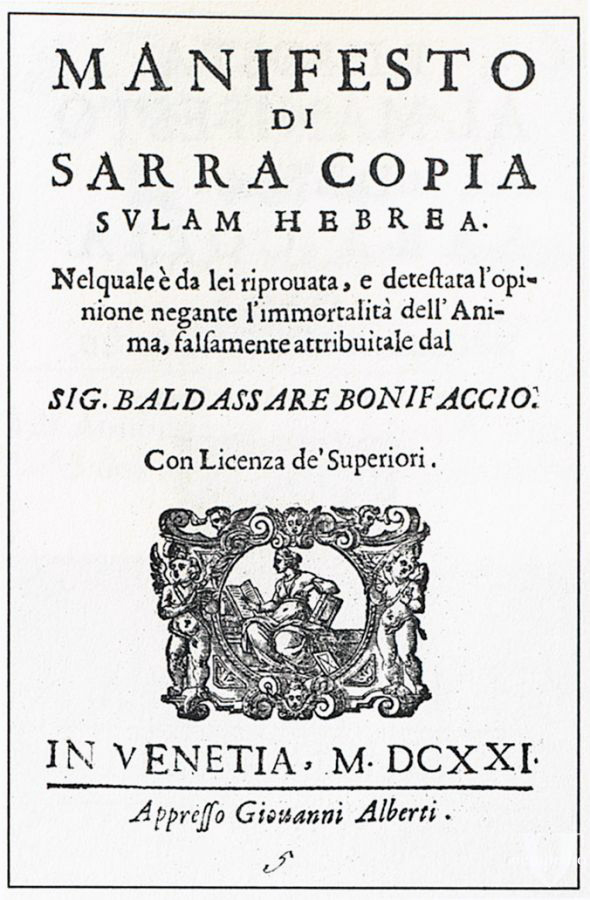
Portada del Manifiesto de Sarra Copia Sulam

Baldassarre Bonifacio era un prominente clérigo cristiano que había sido huésped en las recepciones de Sara y su marido. En 1621, escribe un tratado Immortalità dell'anima (Sobre la Inmortalidad del alma). Según lo relatado por Bonifacio, dos años antes de publicar su texto, Sara le había dado a entender que ella no creía en la inmortalidad del alma. Esto era una acusación muy seria de un delito de creencia que podría haber terminado en una juicio por inquisición.
En respuesta, Sara escribió un trabajo que tituló "Manifestó di Sarra Copia Sulam hebrea Nel quale è da lei riprovate, e detestata l'opinione negante l'Immortalità dell'Anima, falsemente attribuitale da SIG. BALDASSARE BONIFACIO" (El Manifesto de Sara Copia Sulam, una mujer judía, en donde ella refuta y repudia la opinión de que niega la inmortalidad del alma, falsamente atribuido a ella por el Signor Baldassare Bonifacio). El Manifesto estuvo dedicado a su padre, quién murió cuándo ella tenpia 16 años. En este trabajo defendía sus puntos de vista, y atacaba a Bonifacio.
Sara envió una copia del Manifestó a Cebà, pero el le respondió después de varios meses de retraso y, en vez de ofrecer su ayuda, le insistió nuevamente en convertirse al cristianismo. Fue la última carta escrita por él, ya que fallecería poco después.
Muchos de sus amigos y profesores dejaron de apoyarla durante su tiempo de necesidad, y no fue hasta 1625 que un autor anónimo publicó textos en defensa suya.
Sara murió en febrero de 1641, después de padecer una enfermedad por tres meses.